# Vernonia kapolowensis
Vernonia kapolowensis là một loài thực vật có hoa trong họ Cúc. Loài này được Kalanda miêu tả khoa học đầu tiên năm 1987.